# Miniestadi
El Miniestadi fue un estadio de fútbol propiedad del Fútbol Club Barcelona, inaugurado el 23 de septiembre de 1982. Estaba ubicado en el distrito de Les Corts de Barcelona, España, y formaba parte de un complejo deportivo que comprende el estadio principal del club, el Camp Nou, así como el Palau Blaugrana, el Palau de Gel, el Museo, la masía de Can Planes y las oficinas del club, entre otras instalaciones. Se demolió tras la construcción del estadio Johan Cruyff. 
Hasta la construcción del estadio Johan Cruyff el Miniestadi era el terreno de juego del filial azulgrana, el F. C. Barcelona "B". También era el campo local del Juvenil "A" y del F. C. Barcelona Femenino cuando disputaban competiciones oficiales europeas, la Liga Juvenil de la UEFA y la Liga de Campeones femenina, respectivamente.
De acuerdo al proyecto Espai Barça, en la temporada 2019-20 la actividad del Miniestadi se trasladó al nuevo estadio en la Ciudad Deportiva Joan Gamper. El recinto actual fue derribado y en su lugar se construirá un nuevo Palau Blaugrana.

## Características
El Miniestadi ocupaba una superficie de 15 000 m². Formaba parte de un complejo deportivo que comprende el Camp Nou, el Palau Blaugrana y el Palau de Gel. Aunque quedaba separado de estas instalaciones por la avenida Arístides Maillol, una pasarela elevada por encima de esta calle lo conectaba directamente con el Palau Blaugrana.
Tenía capacidad para 15 276 espectadores, todos sentados, distribuidos en dos gradas, con una tribuna cubierta. Las dimensiones de la superficie de juego eran de 103 m de largo por 65 m de ancho. En el momento de su inauguración fue considerado un ejemplo de modernidad y comodidad, sirviendo de modelo para otros estadios como Cartagonova, en Cartagena, construido en 1986 según los planos del Miniestadi, o el Nuevo Estadio Castalia, de Castellón. Tal y como lo identifica su nombre, su aspecto es proporcionalmente una versión "mini" del Camp Nou.
Junto al Miniestadi había dos campos de fútbol de entrenamiento, los llamados "Campo 3" y "Campo 4", de césped artificial. En este último, con unas dimensiones reglamentarias de 100 x 70 m, y con una grada con capacidad para 1000 espectadores sentados, acostumbraban a jugar sus partidos los equipos de la FCB Escola. Anteriormente fueron también utilizados por equipos alevines, infantiles, cadetes, juveniles y femeninos del club, antes de trasladarse a la Ciudad Deportiva. Desde 2007 estos campos estuvieron parcialmente afectados por las obras de construcción de la estación de metro Camp Nou de L9.

## Historia
La construcción de unas instalaciones propias para el fútbol base fue uno de los primeros proyectos acometidos por Josep Lluís Núñez tras llegar a la presidencia del Fútbol Club Barcelona en 1978. Hasta entonces los filiales barcelonistas jugaban sus partidos en el Campo de Fabra y Coats, un estadio de alquiler en el barrio de San Andrés de Palomar. El 24 de julio de 1979 la asamblea de socios dio luz verde a los proyectos de construcción del Miniestadi y de la residencia de La Masía. El emplazamiento elegido fue la llamada zona deportiva del Camp Nou, un terreno colidante al estadio que contaba con campos de entrenamiento e instalaciones para las secciones de atletismo, balonmano, hockey y rugby.
El Miniestadi fue diseñado por el arquitecto catalán Josep Casals y el aparejador Ramon Domènech. Las obras se realizaron paralelamente a las de ampliación del Camp Nou. Fue construido en tan solo nueve meses por la empresa Fomento de Obras y Construcciones. Se invirtieron 270 millones de pesetas y se usaron 450 toneladas de hierro y 8500 metros cúbicos de hormigón.

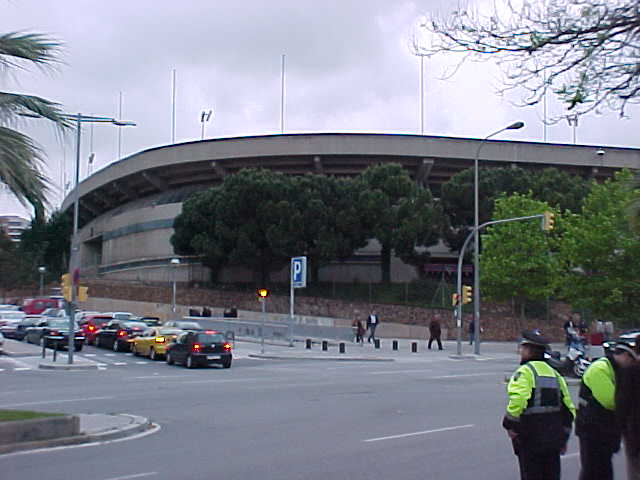
Vista exterior del Mini

Fue inaugurado el 23 de septiembre de 1982, vigilia de las fiestas de la Merced, patrona de Barcelona; apenas un mes después de la reinauguración del Camp Nou. El día de su inauguración se disputó un partido de fútbol amistoso disputado entre el primer equipo del F. C. Barcelona y el filial. En el primer equipo jugaba Diego Armando Maradona, que había sido fichado por el Barça dos meses antes. Como homenaje a la cantera del club, destinataria del nuevo estadio, Maradona fue sustituido a pocos minutos del final del encuentro por un joven jugador de los infantiles del club, que tan solo tenía 14 años: se trataba de Guillermo Amor quién, años después, se convertiría en uno de los jugadores que más títulos cosecharía como jugador del primer equipo en la historia del club. El resultado del partido fue de 3-2 favorable al Equipo Azulgrana sobre el Equipo Amarillo. El primer gol se produjo en el minuto 2' de partido y fue obra de Manolo (Manolo Valle Estefanell)
Sin embargo, el primer partido oficial que se disputó en el Mini Estadi no tuvo lugar hasta el 30 de octubre de 1982 en la Jornada 9 de Liga de la Segunda División de España 1982/83. El rival fue el Real Oviedo y el resultado fue de empate a 0.
En el Miniestadi jugaron durante años los mejores jugadores de la cantera del F. C. Barcelona, desde Guillermo Amor hasta Andrés Iniesta, pasando por Xavi Hernández, Pedro Rodríguez, Luis Milla, Carles Puyol, Víctor Valdés, Iván De la Peña, etc.
En 2002 acogió los partidos de fútbol americano de los FC Barcelona Dragons, el conjunto barcelonés que participaba en la Liga de la división europea de la NFL.
Desde 2003, el Miniestadi acogió algunos partidos oficiales de la selección de fútbol de Andorra.
Aparte de los acontecimientos deportivos, el Miniestadi fue también escenario de acontecimientos musicales, como los conciertos que en su día ofrecieron artistas como Queen en 1986, Elton John o David Bowie.
El Miniestadi fue un lugar donde, en numerosas ocasiones, se colocaron las urnas de votación con motivo de las elecciones a la presidencia del F. C. Barcelona.
Luego de la inauguración del nuevo Estadio Johan Cruyff, la directiva en conjunto con la afición realizan un acto de despedida del recinto deportivo el 24 de septiembre de 2019 dando por finalizado el uso del recinto deportivo por parte del club. El 3 de octubre el ayuntamiento de Barcelona otorga finalmente la licencia para comenzar con el derribo, el cual se estimaba que tomara 6 meses para su concreción y que sería realizado con grúas para reciclar aproximadamente el 80 % de los materiales. Las obras se dan inicio el 29 de octubre quitando el gol sur del estadio y desmantelando los campos de entrenamiento adyacentes. Finalmente la demolición del estadio del filial blaugrana se termina el 24 de febrero de 2020 con la retirada de la pasarela que lo unía al Palau Blaugrana.

## Nuevo Miniestadi

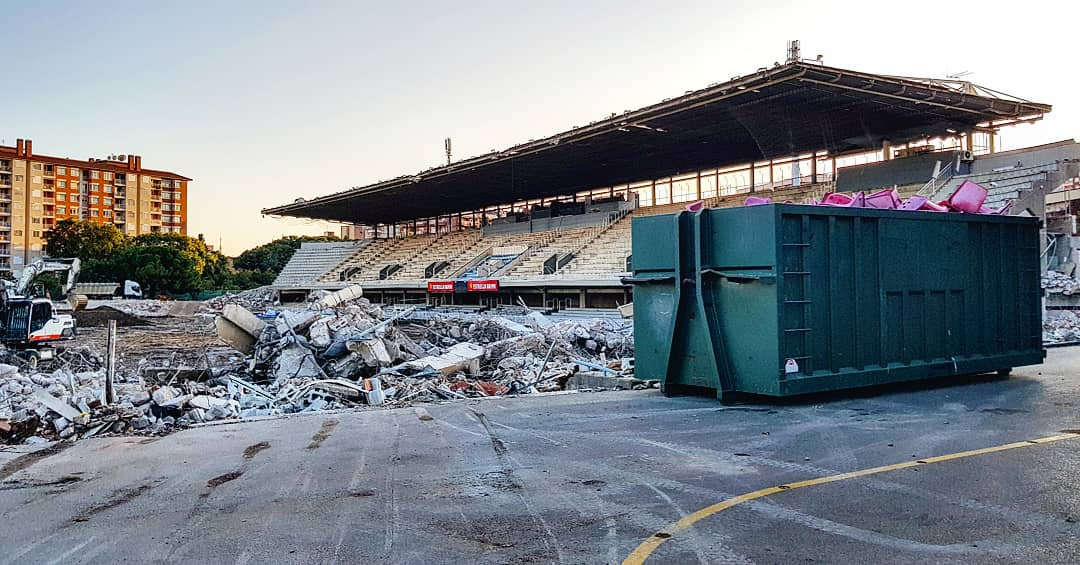
Obras de demolición en 2019

En 1989 el F. C. Barcelona adquirió unos terrenos en Sant Joan Despí para construir su Ciudad Deportiva. Este hecho, unido a la escasa afluencia de público a los partidos del Miniestadi y al alto valor de los terrenos en el distrito de Les Corts, ha provocado que desde los años 1990 varias directivas hayan planteado el derribo o transformación del recinto para lograr una amortización mayor. La primera propuesta, en este sentido, fue el proyecto «Barça 2000», impulsado por Josep Lluís Núñez, que planteaba la construcción de un complejo lúdico y comercial en torno al Camp Nou, con la transformación del Miniestadi en un «rockódromo» para conciertos. A pesar de contar con el apoyo del alcalde, Joan Clos, la fuerte oposición vecinal y la dimisión de Nuñez paralizaron el proyecto «Barça 2000».
En 2007 la junta presidida por Joan Laporta presentó un proyecto de remodelación del Camp Nou, cuya financiación pasaba la construcción de 1600 pisos en el lugar del Miniestadi. A pesar de obtener el apoyo del consistorio para recalificar los 40.000 metros de zona de equipamiento del Miniestadi como zona urbanizable, en 2011 una nueva junta directiva, presidida por Sandro Rosell, descartó el proyecto.
En su lugar, la junta de Rosell presentó un nuevo proyecto denominado Espai Barça, que prevé la reforma integral del Camp Nou y de todo su entorno, con la construcción de un nuevo Palau Blaugrana en el lugar que ocupaba el Mini Estadi, que sería reemplazado por un nuevo estadio para el fútbol base en la Ciudad Deportiva Joan Gamper. Aunque Rosell dimitió una semana después de presentar el proyecto, este fue aprobado por los socios en votación el 5 de abril de 2014.
El 26 de mayo de 2015 el presidente Josep Maria Bartomeu presentó el proyecto del Nuevo Miniestadi, cuya construcción ha sido adjudicada tras concurso al estudio Batlle i Roig Arquitectes, por un presupuesto de 12 millones de euros. El Nuevo Miniestadi supondría una ampliación de la superficie de la Ciudad Deportiva, pues se hubiera levantado sobre los terrenos del vecino Club Tennis El Forn. Pensado para tener una capacidad para 6.000 espectadores, con gradas cubiertas, estará adaptado a la categoría 3 de la UEFA y contará con un aparcamiento de 600 plazas.

## Principales eventos futbolísticos
Además de los partidos del fútbol base azulgrana, el Miniestadi albergó otros encuentros relevantes:

### Partidos internacionales de selecciones
| Amistoso internacional; 17 de marzo de 1984 | España                    | 2:2 (1:0) | Francia                |                                                        |                                                        |
| 18:30 (CEST)                                | Milagros 11' · Emilia 64' | Reporte   | Provost 40' · Wolf 44' | Asistencia: 5000 espectadores Árbitro(s): Miguel Pérez | Asistencia: 5000 espectadores Árbitro(s): Miguel Pérez |

| Clasificatorias al Mundial 2002, Grupo 2; 24 de marzo de 2001 | Andorra | 0:5 (0:2) | Países Bajos                                                           |                                                         |                                                         |
| 20:30 (CET)                                                   |         | Reporte   | Kluivert 9' · Hasselbaink 36' · van Hooijdonk 60' 71' · van Bommel 85' | Asistencia: 3823 espectadores Árbitro(s): Edo Trivković | Asistencia: 3823 espectadores Árbitro(s): Edo Trivković |

| Clasificatorias al Mundial 2002, Grupo 2; 28 de marzo de 2001 | Andorra | 0:3 (0:1) | Irlanda                                      |                                                          |                                                          |
| 18:30 (CET)                                                   |         | Reporte   | Harte 33' (pen.) · Holland 60' · Kilbane 76' | Asistencia: 5000 espectadores Árbitro(s): Igor Ishchenko | Asistencia: 5000 espectadores Árbitro(s): Igor Ishchenko |

| Clasificatorias al Mundial 2006, Grupo 1; 17 de noviembre de 2004 | Andorra | 0:3 (0:2) | Países Bajos                         |                                                      |                                                      |
| 20:30 (CET)                                                       |         | Reporte   | Cocu 21' · Robben 31' · Sneijder 78' | Asistencia: 2000 espectadores Árbitro(s): Alon Yefet | Asistencia: 2000 espectadores Árbitro(s): Alon Yefet |

| Meridian Cup, Partido de Ida; 27 de febrero de 2007 | Europa                                                                        | 6:1 (4:1) | África      |                                                          |                                                          |
| 18:30 (CET)                                         | Aarón 3' · Fischer 22' 38' · Mphahlele 27' (a.g.) · Bojan 61' · Prúdnikov 88' | Reporte   | Dipanda 45' | Asistencia: 2100 espectadores Árbitro(s): Oleg Molceanov | Asistencia: 2100 espectadores Árbitro(s): Oleg Molceanov |

| Meridian Cup, Partido de Vuelta; 1 de marzo de 2007 | África | 0:4 (0:1) (Global 1:10) | Europa                                               |                                                            |                                                            |
| 11:00 (CET)                                         |        | Reporte                 | Németh 40' · Fischer 62' · Prúdnikov 72' · Dudás 90' | Asistencia: 2500 espectadores Árbitro(s): Thomas Einwaller | Asistencia: 2500 espectadores Árbitro(s): Thomas Einwaller |

| Amistoso internacional; 6 de junio de 2007 | Perú | 0:2 (0:0) | Ecuador                      |                                                         |                                                         |
|                                            |      | Reporte   | Benítez 84' · de la Cruz 90' | Asistencia: 6000 espectadores Árbitro(s): Felipe Crespo | Asistencia: 6000 espectadores Árbitro(s): Felipe Crespo |

| Amistoso internacional; 13 de agosto de 2013 | Colombia   | 1:0 (0:0) | Serbia |                                                                    |                                                                    |
| 20:00 (CEST)                                 | Guarín 89' | Reporte   |        | Asistencia: 5000 espectadores Árbitro(s): Xavier Estrada Fernández | Asistencia: 5000 espectadores Árbitro(s): Xavier Estrada Fernández |

### Partidos benéficos y homenajes
- Partido de La Marató de TV3, que cada año enfrenta a dos equipos de famosos (deportistas, artistas, periodistas, etc.) para recaudar fondos en la investigación y divulgación de enfermedades.
- 24 de mayo de 2001: Partido de homenaje a Urruti. Triangular con los equipos del F. C. Barcelona, Real Sociedad y RCD Espanyol.

## Eventos sociales y musicales
El Miniestadi también fue escenario de importantes eventos musicales: 
- 5 de julio de 1983: Concierto de Supertramp.
- 28 de junio de 1984: Concierto de Bob Dylan y Carlos Santana, en el marco de su gira "Bob Dylan 1984 European Tour".
- 1 de agosto de 1986: Concierto de Queen, en el marco de su gira "Magic Tour".
- 15 de septiembre de 1986: Concierto benéfico de Plácido Domingo, en favor de los damnificados por el terremoto de México de 1985.
- 7 y 8 de julio de 1987: Concierto de David Bowie, en el marco de su gira "Glass Spider Tour".
- 21 de julio de 1992: Concierto de Elton John, en el marco de su gira "The One Tour".

## Transportes
Metro:
 TMB Collblanc  .
Autobús:
Urbanos:
54, 57, 157, H8
Interurbanos:
L12
Tranvía:
 Trambaix Avinguda de Xile    
Bicicleta:
bicing (Estaciones: 308, 310, 311)